# Реболу
Ре́болу (порт. Rebolo, МФА: [ʁɨ.ˈbo.ɫu]) — португальський шляхетний рід. Походить з ХІ століття. Найвідоміший представник — римський папа Іван XXI. Також — Ребо́ло (ст.-порт. Rebolo).

## Представники
- Іван XXI — папа римський (1276—1277).

## Герб